# Øster Skerninge Sogn
Øster Skerninge Sogn ist eine Kirchspielsgemeinde (dän.: Sogn)
auf der Insel Fyn (dt.: Fünen) im südlichen Dänemark.
Bis 1970 gehörte sie zur Harde Sunds Herred im damaligen Svendborg Amt, danach zur Egebjerg Kommune im
Fyns Amt, die im Zuge der  Kommunalreform zum 1. Januar 2007 in der
Svendborg Kommune in der Region Syddanmark aufgegangen ist.
Im Kirchspiel leben 938 Einwohner (Stand: 1. Januar 2023).
Im Kirchspiel liegt die Kirche „Øster Skerninge Kirke“.
Nachbargemeinden sind im Westen Vester Skerninge Sogn, im Norden Ollerup Sogn und im Osten Egense Sogn.